# Bathycalanus eximius
Bathycalanus eximius is een eenoogkreeftjessoort uit de familie van de Megacalanidae. De wetenschappelijke naam van de soort is voor het eerst geldig gepubliceerd in 1983 door Brodsky, Vyshkvartseva, Kos & Markhaseva.